# Haploglossa nebulosa
Haploglossa nebulosa är en skalbaggsart som först beskrevs av Thomas Casey 1906.  Haploglossa nebulosa ingår i släktet Haploglossa och familjen kortvingar. Inga underarter finns listade i Catalogue of Life.